# Syriusz (mitologia)
Syriusz (gr. Σείριος Seírios, łac. Sirius ‘gorący’, ‘prażący’, ‘skwarny’, ‘ognisty’) – w mitologii greckiej pies Oriona.
Wraz ze swym panem i skorpionem, który śmiertelnie ukąsił Oriona w piętę, został przemieniony w gwiazdy.
Mityczny Syriusz jest identyfikowany z gwiazdą Syriusz (Psia Gwiazda, Kanikuła) w gwiazdozbiorze Wielkiego Psa. Na niebie sąsiaduje z konstelacją Oriona, która jest z nim mitologicznie powiązana.